# Зовнішня міра
В математиці, зокрема в теорії міри, зовнішня міра — це функція, визначена на всіх підмножинах даної множини з дійсним значенням, що задовольняє кільком додатковим технічним умовам.
Загальна теорія зовнішньої міри була розроблена Каратеодорі з метою забезпечити основу для теорії вимірних множин і зліченно-адитивних мір. Роботи Каратеодорі з зовнішньої міри знайшли чимало застосувань в теорії вимірних множин (зовнішня міра, наприклад, використовується в доведенні фундаментальної теореми Каратеодорі про продовження), і була використана Гаусдорфом для визначення метричного інваріанту, що узагальнює розмірність, зараз він зветься Гаусдорфовою розмірністю.
Міра узагальнює довжину, площу і об'єм, але також находить застосування для багатьох абстрактніших і незвичних речей, крім інтервалів або ж куль в {\displaystyle \mathbb {R} ^{3}}.

## Випадок числової прямої
Для довільної підмножини {\displaystyle E} числової прямої можна знайти як завгодно багато різних систем зі скінченної чи зліченної кількості інтервалів, об'єднання яких містить множину {\displaystyle E}. Назвемо такі системи покриттями. Оскільки сума довжин інтервалів, що складають будь-яке покриття, є величиною невід'ємною, вона обмежена знизу, і, значить, множина довжин всіх покриттів має точну нижню межу. Ця грань, залежна тільки від множини {\displaystyle E}, і називається зовнішньою мірою:
{\displaystyle m^{*}E=\inf \left\{\sum _{i}\Delta _{i}\right\}}
Варіанти позначення зовнішньої міри:
{\displaystyle m^{*}E=\varphi (E)=|E|^{*}}

## Формальне означення
Нехай {\displaystyle X} — фіксована універсальна множина.
Зо́внішньою мі́рою називається функція {\displaystyle \mu ^{*}\colon 2^{X}\longrightarrow [0,\,+\infty ]} така, що
1. {\displaystyle \mu ^{*}(\varnothing )=0};
2. {\displaystyle \forall A\subseteq X,\,\forall A_{n}\subset X,n\geqslant 1,\,A\subseteq \bigcup _{n=1}^{\infty }A_{n}\colon \mu ^{*}(A)\leqslant \sum _{n=1}^{\infty }\mu ^{*}(A_{n})}.

Нехай {\displaystyle \mu } — міра, визначена на кільці {\displaystyle K}. Зовнішньою мірою, породженою мірою {\displaystyle \mu }, називається функція {\displaystyle \mu ^{*}\colon 2^{X}\longrightarrow [0,\,+\infty ]} така, що
1. {\displaystyle \mu ^{*}(A)=\inf {\bigl \{}\sum _{n=1}^{\infty }\mu (A_{n}){\bigr \}},\;A_{n}\subset K,n\geqslant 1,\,A\subseteq \bigcup _{n=1}^{\infty }A_{n}} якщо хоч одне таке покриття множини {\displaystyle A} існує;
2. {\displaystyle \mu ^{*}(A)=+\infty } в іншому випадку.

Теорема. Зовнішня міра {\displaystyle \mu ^{*}}, породженна мірою {\displaystyle \mu }, є зовнішньою мірою.
{\displaystyle \vartriangleright } Перевіримо пункт перший з означення зовнішньої міри. {\displaystyle \mu \geqslant 0\Rightarrow \mu ^{*}\geqslant 0}. {\displaystyle \mu ^{*}} визначена на {\displaystyle 2^{X}}.
{\displaystyle \varnothing \in K\colon \mu ^{*}(\varnothing )\leqslant \sum _{n=1}^{\infty }\mu (\varnothing )=0\Rightarrow \mu ^{*}(\varnothing )=0}.
Перевіримо другий пункт означення. Нехай {\displaystyle A\subset \bigcup _{n=1}^{\infty }A_{n}}. Якщо існує така множина {\displaystyle A_{n}} з покриття, що {\displaystyle \mu ^{*}(A_{n})=+\infty }, то нерівність справджується. Нехай далі всі множини з покриття такі, що {\displaystyle \mu ^{*}(A_{n})<+\infty ,\,\forall n\geqslant 1}. Візьмемо довільне {\displaystyle \varepsilon >0}, за означенням точної нижньої межі
{\displaystyle \forall n\geqslant 1\,\exists B_{n_{k}}\in K,k\geqslant 1,\,A_{n}\subseteq \bigcup _{k=1}^{\infty }B_{n_{k}}\colon \mu ^{*}(A_{n})>\sum _{k=1}^{\infty }B_{n_{k}}-{\frac {\varepsilon }{2^{n}}}}.
Тоді
{\displaystyle \bigcup _{n=1}^{\infty }\bigcup _{k=1}^{\infty }B_{n_{k}}\supseteq \bigcup _{n=1}^{\infty }A_{n}\supseteq A}.
Оскільки {\displaystyle \bigcup _{n=1}^{\infty }\bigcup _{k=1}^{\infty }B_{n_{k}}} є зліченним об'єднанням елементів кільця {\displaystyle K}, то
{\displaystyle \mu ^{*}(A)\leqslant \sum _{n=1}^{\infty }\sum _{k=1}^{\infty }\mu (B_{n_{k}})<\sum _{n=1}^{\infty }{\bigl (}\mu ^{*}(A_{n})+{\frac {\varepsilon }{2^{n}}}{\bigr )}=\sum _{n=1}^{\infty }\mu ^{*}(A_{n})+\varepsilon ,\varepsilon \longrightarrow 0+}. {\displaystyle \vartriangleleft }

## Властивості зовнішньої міри
Властивості зовнішньої міри {\displaystyle \mu ^{*}}:
- {\displaystyle \forall n\geqslant 1,\,A\subseteq \bigcup _{k=1}^{n}A_{k}\colon \mu ^{*}(A)\leqslant \sum _{k=1}^{n}\mu ^{*}(A_{k})}.

{\displaystyle \vartriangleright } Дійсно,
{\displaystyle A\subseteq \bigcup _{k=1}^{n}A_{k}\cup \varnothing \cup \varnothing \cup \cdots \Rightarrow \mu ^{*}(A)\leqslant \sum _{k=1}^{n}\mu ^{*}(A_{k})+\mu ^{*}(\varnothing )+\mu ^{*}(\varnothing )+\cdots =\sum _{k=1}^{n}\mu ^{*}(A_{k})}. {\displaystyle \vartriangleleft }
- {\displaystyle A\subseteq B\Rightarrow \mu ^{*}(A)\leqslant \mu ^{*}(B)} (монотонність).

{\displaystyle \vartriangleright } Випливає з попередньої властивості при {\displaystyle n=1}. {\displaystyle \vartriangleleft }

## μ∗{\displaystyle \mu ^{*}}- вимірні множини
Нехай {\displaystyle \mu ^{*}} — деяка зовнішня міра визначена на підмножинах множини {\displaystyle X}. Тоді множини {\displaystyle E\subset X}, такі що для всіх {\displaystyle A\subset X} виконується рівність:
{\displaystyle \mu ^{*}(A)=\mu ^{*}(A\cap E)+\mu ^{*}(A\cap E^{'}).}
називаються {\displaystyle \mu ^{*}} - вимірними. {\displaystyle \mu ^{*}} - вимірні множини утворюють σ-кільце, а  функція {\displaystyle \mu ^{*}} визначена на елементах цього σ-кільця є мірою, що називається мірою породженою {\displaystyle \mu ^{*}}. Якщо зовнішня міра {\displaystyle \mu ^{*}} породжена деякою мірою {\displaystyle \mu }  визначеною на кільці {\displaystyle K} то {\displaystyle {\overline {\mu }}} буде продовженням міри {\displaystyle \mu } (де {\displaystyle {\overline {\mu }}} визначена вище міра породжена {\displaystyle \mu ^{*}}).
Якщо визначити {\displaystyle {\overline {\mu }}^{*}} деяка зовнішня міра породжена мірою {\displaystyle {\overline {\mu }}} то {\displaystyle \mu ^{*}={\overline {\mu }}^{*}} тоді й лише тоді коли сама зовнішня міра {\displaystyle \mu ^{*}} є породжена деякою мірою {\displaystyle \mu }.